# Блер (Висконсин)
Блер (енгл. Blair) град је у америчкој савезној држави Висконсин.

## Демографија
По попису из 2010. године број становника је 1.366, што је 93 (7,3%) становника више него 2000. године.
| Група             | 2000.         | 2010.         |
| Белци             | 1.247 (98,0%) | 1.297 (94,9%) |
| Афроамериканци    | 3 (0,2%)      | 5 (0,4%)      |
| Азијати           | 1 (0,1%)      | 2 (0,1%)      |
| Хиспаноамериканци | 17 (1,3%)     | 52 (3,8%)     |
| Укупно            | 1.273         | 1.366         |